# 柴山俊之
柴山 俊之（しばやま としゆき、1947年6月9日 - ）は、日本のミュージシャン、作詞家。サンハウス、Zi:LiE-YA、Electric Mud、BLUES LION、Rubyなどのバンドを率い、ブルースを下地にしたロックサウンドを展開。ボーカル、ハーモニカ、タンバリン、マラカスを担当。ステージネームは菊。

## 経歴
福岡県福岡市出身。福岡大学卒。剣道三段、ボイラー技士免許。福岡県立筑紫丘高等学校を1年1学期で退学後、福岡大学附属大濠高等学校へ転入。ダンスホールに入り浸る。ダンスホールのバンドでギターを弾いていた高校の同級生・笠原久義を偶然見かけたことからバンドに興味を持つ。当初はドラムを担当していたが、あるダンスパーティーでボーカルを務め（パーティーに来ていた女の子に声をかけられるなどで気をよくし）たことなどから、ボーカルにシフトする。
1968年、笠原らとバンド「KEITH」を結成。主に米軍キャンプ、ダンスホールで演奏。
1970年、大学在籍中に「サンハウス」結成。柴山俊之 (Vo)、鮎川誠 (Gu)、篠山哲雄 (Gu)、浜田卓 (Ba)、浦田賢一 (Dr)。
1975年、アルバム『有頂天』でメジャー・デビューを果たす。柴山俊之 (Vo)、鮎川誠 (Gu)、篠山哲雄 (Gu)、奈良敏博 (Ba)、鬼平 (Dr)。同アルバムで「1975年テイチクレコードヒット賞」を受賞。
1976年、2ndアルバム『仁輪加』リリース。
1978年、3rdアルバム『ドライヴ・サンハウス』リリース。発売日の3月25日をもってサンハウス解散。解散時のメンバーは、柴山俊之 (Vo)、鮎川誠 (Gu)、坂東嘉秀 (Gu)、浅田孟 (Ba)、川島一秀 (Dr)。
その後上京し、作詞家としてルースターズ、シーナ&ザ・ロケッツ、陣内孝則、アクシデンツ、UP-BEATなど福岡、北九州のバンドや、アンルイス、松田優作、ハウンドドッグ、子供ばんど、デーモン小暮、高樹澪、本田恭章、松平健、三好鉄生など多数の歌手・バンド・アーティストに詞を提供。『仲よし親子波』という童謡まで手がけている。
1982年、12月31日、新宿ロフトでの企画ライブに出演。柴山俊之 (Vo)、鮎川誠 (Gu)、花田裕之 (Gu)、川嶋一秀 (Dr) のメンバーで、サンハウス時代のナンバーをプレイした。なお、この時の映像は、非公式ながら1990年代に『PREVIOUS LIVE/SONHOUSE』として発売された（10曲収録・VHS）。
1983年、サンハウス再結成。右記4ヶ所でライブを行う。東京（6月18日 渋谷LIVE INN、9月23日 日比谷野外音楽堂）、福岡（8月7日 福岡Super Live '83 小戸公園）、仙台（8月7日 仙台ロック・フェスティバル）。メンバー：柴山俊之 (Vo)、鮎川誠 (Gu)、奈良敏博 (Ba)、浦田賢一 (Dr)。
日比谷野外音楽堂でのプレイは、『CRAZY DIAMONDS～ABSOLUTELY LIVE』というタイトルで、ライブ・アルバム (LP) とカセット・テープが同年11月25日にリリースされた。しかし、カセット・テープこそ全20曲の完全版であったが、LPは12曲の収録でしかなかった。1990年8月21日にビクター音楽産業（現：JVCケンウッド・ビクターエンタテインメント）から同タイトルのCDがリリースされるも、尺の関係か18曲の収録に留まり（「ロックン・ロールの真最中」「ミルク飲み人形」が未収録）、長くファン泣かせの音源となっていた。2008年8月20日、紙ジャケ仕様の2枚組CDがリリースされ、ようやくカセット・テープと同じ20曲を収録した完全版となった。なお、カセット・テープ、LPでは「ステディ・ドライバー・マン」の歌詞が数カ所、断片的にテープ逆回しで処理されているが、CDではその処理は行われていない。
1986年、『Sentimental Fool/Toshiyuki Shibayama』リリース。参加ミュージシャン：鮎川誠、浦田賢一、奈良敏博、野島健太郎、Annie(ANN LEWIS)、石橋凌、うじきつよし、玉城宏志、花田裕之、下山淳、灘友正幸。日比谷野外音楽堂で、リリース記念ライブを行う。この頃からライブイベント等への出演を重ね、ボーカリストとしての活動を再開する。
1987年、『汚れた顔の天使/柴山俊之+Sentimental Fool』リリース。参加ミュージシャン：下山淳、奈良敏博、野島健太郎、羽山伸也、川嶋一秀。
1988年、2月6日渋谷公会堂で行われたライブイベント『THE COVER SPECIAL』に出演。出演者としてだけでなく、発起人の一人としても名を連ねた。◆プロデュース:仲野茂、PANTA、柴山俊之、◆出演、【柴山俊之+Sentimental Fool Unit】柴山俊之、奈良敏博、川嶋一秀、野島健太郎、西田昌史、下山淳、岩永凡、【PANTA Unit】PANTA、石橋凌、ケラ、白浜久、鈴木慶一、菊池琢己、中谷宏道、西山嘉治、中山努、【Johnny Thunders Unit】Johnny Thunders、花田裕之、寺岡信芳、Keith (ARB)、【The Rock Band Unit】仲野茂、かまやつひろし、花田裕之、藤沼伸一、寺岡信芳、池畑潤二、小林高夫、忌野清志郎、ちわきまゆみ、ほか。
1990年、Ruby結成。柴山俊之 (Vo)、藤沼伸一 (Gu)、奈良敏博 (Ba)、池畑潤二 (Dr)、野島健太郎 (Key)。
1991年、Ruby 1stアルバム『黒い地球儀』リリース。以後、本格的にボーカリストとしての活動を開始。
1993年、Mercy Killing（加部正義、鈴木亨明、富岡義広、篠原信彦）『Panic in the city』にゲストボーカル。
1994年、『春歌』リリース。菊と古くからの友人であるストリッパー、一条さゆり (2代目)による企画アルバム。九州地方で歌い継がれていた春歌に、新しい詞の解釈も織りまぜて制作。同企画アルバムには関西バージョンもあり、こちらは河内家菊水丸が唄っている。
艶者（メンバー）唄：夜叉の菊（柴山俊之）、六弦：猿の銀次（下山淳）、大砲：鋼鉄三郎（池畑潤二）、太弦：十勝の亀丸（奈良敏博）、鍵盤：天王寺馬好 (Dr.KyOn)
現在も太弦の十勝の亀丸を除いたメンバーで、不定期にライブ活動を続けている。
1995年、Ruby 2ndアルバム『無頼ノ華』リリース。柴山俊之 (Vo)、藤沼伸一 (Gu)、寺岡信芳 (Ba)、池畑潤二 (Dr)、KYON (Key)。
1997年、Ruby 3rdアルバム『VOILLER』リリース。柴山俊之 (Vo)、藤沼伸一 (Gu)、寺岡信芳 (Ba)、大島治彦 (Dr)、KYON (Key)。
1997年、BULUES LION結成。12月30日、新宿ロフトで初ライブを行う。柴山俊之 (Vo)、下山淳 (Gu)、奈良敏博 (Ba)、大島治彦 (Dr)。以後、Ruby、BULUES LION、の2バンドを並行して活動。
2001年、BULUES LION 1stアルバム『X-01』リリース。※CD/LP
2002年、ロバート・ジョンソントリビュートアルバム『悪魔に魂を売り渡す13の方法～TRIBUTE TO ROBERT JOHNSON』にBLUES LION『最後の勝負は勝目なし』で参加。
2002年、7月2日渋谷ラ・ママで「柴山俊之＋La Planete Sauvage」名義でのLIVEを敢行。Vo.柴山俊之、Gu.澄田健 (VooDoo Hawaiians)、Gu.山下タツヤ、Ba.穴井仁吉（元ザ・ロッカーズ、ザ・ルースターズ）、Dr.大島治彦 (THE WILLARD)
2002年、ヘビー・ロック・バンドZi:LiE-YA結成。2009年までに7枚のアルバムを発表（自主制作盤1枚を含む）。Ruby時代からの拠点でもある下北沢のライブハウスCLUB251では、毎月1度のライブを実施（主に第３土曜日）。全国ライブツアー、TV出演、ラジオ出演など精力的に活動を続けている。
- 第1期メンバー（2002年11月～2004年6月19日）Vo.柴山俊之、Gu.澄田健、Gu.山下タツヤ、Ba.穴井仁吉、Dr.大島治彦
- 第2期メンバー（2004年7月17日～2005年1月15日） Vo.柴山俊之、Gu.澄田健、Gu.山下タツヤ、Ba.寺岡信芳、Dr.大島治彦
- 第3期メンバー（2005年2月12日～2007年12月28日） Vo.柴山俊之、Gu.内藤幸也、Gu.山下竜也、Ba.寺岡信芳、Dr.大島治彦
- 第4期メンバー（2008年1月13日～2008年10月5日） Vo.柴山俊之、Gu.内藤幸也、Gu.山下竜也、Ba.鈴木享明、Dr.富岡“Grico”義広
- 第5期メンバー（2008年10月18日～2008年12月20日） Vo.柴山俊之、Gu.内藤幸也、Gu.山下竜也、Ba.山本征史、Dr.富岡“Grico”義広
- 第6期メンバー（2009年1月17日～ ） Vo.柴山俊之、Gu.内藤幸也、Gu.山下竜也、Ba.山本征史、Dr.酒井愁

2003年、1月11日 下北沢440で花田裕之（ルースターズ）とのアコースティック・デュオ『菊花賞』初ライブ（ただし当初は「柴山俊之+花田裕之」名義での公演）。以降定期的に同ユニットでのLIVEをZi:LiE-YAと並行して実施。
菊花賞の名称は、柴山の愛称「菊」と花田の頭文字の「花」から名付けられたもの。全編アコースティック・ライブで行われ、その音源はMCも含めほぼノーカットでCD化されリリースされている。
2009年、9月26日吉祥寺ＧＢで行われたアコースティック・ライブイベントで「菊＆Dr.kyOn」名義での初ライブを決行。うつみようこ、PANTAを抑えトリとして登場し、圧倒的なステージを見せつけ今後の動向が注目されている。
2010年、3度目となるサンハウス再結成。結成35周年を記念して全国ツアーを行う。
2011年、7月16日下北沢CLUB251で行われた、菊ソロ第一弾「たっぷりサンハウス」と銘打ったセルフカバー・ライブを開催。以後、ジライヤと並行して不定期にライブを行う。※メンバー Vo.菊 Gu.藤沼伸一 Gu.山下竜也 Ba.奈良敏弘 Dr.鬼平 ※2011年10月30日福岡ドラムロゴスのライブで、初めてバンド名をElectric Mudとしてコール。（サポートBa.渡辺圭一）
2012年、5月19日。下北沢CLUB251でのライブを最期に、ジライヤ解散。※メンバーは第1期同様
2014年、3月29日。CD、絵画、小説がコラボしたコンセプトアルバム「ギラギラ」リリース。
2016年、自身の69歳の誕生日になる6月9日（ロックの日）、鮎川誠のプロデュース、シーナ&ザ・ロケッツ全面バックアップによるアルバム「ROCKN' ROLL MUSE」リリース。6月から11月まで全国17箇所でのリリースツアーを行う。
2017年、4月8日。ELECTRIC MUDで2枚組ライブアルバム「Long Honeymoon」リリース。※メンバー Vo.菊 Gu.藤沼伸一 Ba.穴井仁吉 Dr.鬼平
2018年、11月3日。新生ELECTRIC MUDで2枚組ライブアルバム「Future Blues」リリース。※メンバー Vo.菊 Gu.春日弘 Ba.穴井仁吉 Dr.鬼平
2019年、5月3日。新生ELECTRIC MUDで2枚組ライブアルバム「ROCK A LA MODE」リリース。※メンバー Vo.菊 Gu.春日弘 Ba.穴井仁吉 Dr.鬼平

## 人物・エピソード
- ステージネーム『菊』の由来は白波五人男の弁天小僧菊之助に由来する。柴山自身がインパクトのあるステージネームを考える際に、菊之助にしようか菊次にしようか迷った末、ただの‘菊’という名にした。

## ディスコグラフィ

### ELECTRIC MUD
1. 「 ELECTRIC MUD Live at CLUB251」（2013年12月11日） 柴山俊之、藤沼伸一、山下竜也、奈良敏弘、鬼平
2. 「 Long Honeymoon Live at 京都磔磔」（2017年4月8日） 柴山俊之、藤沼伸一、穴井仁吉、鬼平
3. 「Future Blues」（2018年11月3日）柴山俊之、春日弘、穴井仁吉、Dr.鬼平
4. 「ROCK A LA MODE」（2019年5月3日）柴山俊之、春日弘 、穴井仁吉、鬼平

### 菊 feat．鮎川誠 シーナ＆ロケッツ
1. 「ROCK’N’ROLL MUSE」（2016年6月9日） 柴山俊之、鮎川誠、奈良敏弘、川嶋一秀

### 菊＋ギラギラバンド
1. 「ギラギラ」（2014年3月26日） 柴山俊之、藤沼伸一、Dr.kyOn、奈良敏弘、池畑潤二、ウルフルケイスケ

### Zi:LiE-YA
1. 「Zi:LiE-YA」（2003年3月17日） 柴山俊之、澄田 健、山下タツヤ、穴井仁吉、大島治彦 ※自主制作
2. 「電光石火」（2005年6月25日） 柴山俊之、澄田 健、山下タツヤ、穴井仁吉、大島治彦
3. 「Natural Born Boogie」（2005年6月25日） 柴山俊之、内藤幸也、山下タツヤ、寺岡信芳、大島治彦
4. 「惡名ロック」（2006年6月24日） 柴山俊之、内藤幸也、山下竜也、寺岡信芳、大島治彦
5. 「ろくでなし稼業」（2007年6月9日） 柴山俊之、内藤幸也、山下竜也、寺岡信芳、大島治彦 ※CD&LP
6. 「太陽の讃歌～ANTHEM OF THE SUN」（2008年10月19日） 柴山俊之、内藤幸也、山下竜也、鈴木ミチアキ、富岡“Grico”義広
7. 「DENKINAMAZ」（2009年10月17日） 柴山俊之、内藤幸也、山下竜也、山本征史、酒井愁

### 菊花賞
1. 「VOLUME ONE」（2005年4月20日）※ライブ盤、2003年1月11日 下北沢440（1CD）
2. 「VOLUME TWO」（2005年4月20日）※ライブ盤、2003年3月31日 下北沢440（2CD）
3. 「VOLUME THREE」（2005年4月20日）※ライブ盤、2004年11月4日 横浜Buddy (2CD)
4. 「VOLUME FOUR」（2005年4月20日）※ライブ盤、2004年12月2日 本厚木Butchie's (2CD)
5. 「VOLUME FIVE」（2009年4月20日）※ライブ盤、2005年4月16日 博多百年蔵 (2CD)
6. 「VOLUME SIX」（2009年4月20日）※ライブ盤、2005年4月17日 大分T.O.P.S (2CD)
7. 「VOLUME SEVEN」（2009年4月20日）※ライブ盤、2005年4月18日 長崎BAY SIDE BAR R-10 (2CD)
8. 「VOLUME EIGHT」（2009年4月20日）※ライブ盤、2005年4月28日 浜松ルクレチア (2CD)
9. 「VOLUME NINE」（2009年4月20日）※ライブ盤、2005年4月29日 名古屋TOKUZO (1CD)
10. 「VOLUME TEN」（2009年4月20日）※ライブ盤、2005年4月30日 京都磔磔 (1CD)
11. 「VOLUME ELEVEN」（2009年6月20日）※ライブ盤、2005年5月1日 大阪ROCK RIDER (1CD)
12. 「VOLUME TWELVE」（2009年6月20日）※ライブ盤、2005年5月3日 広島LIVE CAFE JIVE (2CD)
13. 「VOLUME THIRTEEN」（2009年6月20日）※ライブ盤、2005年6月9日 下北沢Club251 (1CD)
14. 「VOLUME FOURTEEN」（2009年6月20日）※ライブ盤、2005年8月19日 新宿Loft (1CD)
15. 「VOLUME FIFTEEN」（2009年8月20日）※ライブ盤、2006年1月12日 神戸LIVEACT BAR VARIT (1CD)
16. 「VOLUME SIXTEEN」（2009年8月20日）※ライブ盤、2006年1月13日 大阪ROCK RIDER (2CD)
17. 「VOLUME SEVENTEEN」（2009年8月20日）※ライブ盤、2006年1月14日 京都磔磔 (1CD)
18. 「VOLUME EIGHTEEN」（2009年8月20日）※ライブ盤、2006年1月15日 名古屋TOKUZO (2CD)
19. 「VOLUME NINETEEN」（2009年10月20日）※ライブ盤、2006年5月18日 小倉ギャラリーSOAP (2CD)
20. 「VOLUME TWENTY」（2009年10月20日）※ライブ盤、2006年5月19佐賀RAG・G (2CD)
21. 「VOLUME TWENTY ONE」（2009年10月20日）※ライブ盤、2006年5月20日 福岡Soul Bird (2CD)
22. 「VOLUME TWENTY TWO」（2009年12月20日）※ライブ盤、2006年10月7日 高知 FANCY LABO RING (2CD)
23. 「VOLUME TWENTY THREE」（2009年12月20日）※ライブ盤、2006年11月11日 福島 なまず亭 (2CD)
24. 「VOLUME TWENTY FOUR」（2009年12月20日）※ライブ盤、2007年9月22日 水戸90EAST (2CD)
25. 「VOLUME TWENTY FIVE」（2009年12月20日）※ライブ盤、2007年10月3日 下北沢440 (2CD)

### BLUES LION
1. 「X-01/BLUES LION」（2001年）※CD&LP

### Ruby
1. 「黒い地球儀/Ruby」（1991年）
2. 「無頼ノ華/Ruby」（1995年）
3. 「VOILLER/Ruby」（1997年）

### Sentimental Fool
1. 「Sentimental Fool/Toshiyuki Shibayama」（1986年）
2. 「汚れた顔の天使/柴山俊之+Sentimwntal Fool」（1987年）

### その他
1. 「The COVER SPECIAL/ライブ・オムニバス」（1988年）※Produced by:仲野茂、PANTA、柴山俊之
2. 「Panic in the city/Mercy Killing」（1992年）※加部正義、鈴木亨明、富岡義広、篠原信彦
3. 「春歌」（1994年） ※柴山俊之、下山淳、池畑潤二、Dr.kyOn
4. 「晴者/オムニバス」（1994年）※「満月の夢/I wanna be your Missile/柴山俊之+La Scoumoune」で2曲参加
5. 「LIVE at Loft&Shelter/ライブ・オムニバス」（1997年）※「取り引き/Ruby」で1曲参加
6. 「悪魔に魂を売り渡す13の方法～TRIBUTE TO ROBERT JOHNSON/オムニバス」（2000年）※「最後の勝負は勝目なし/BLUES LION」で1曲参加
7. 「親孝行/KEITH」（2000年11月22日）※「黒いはなびら/柴山俊之」で1曲参加
8. 「Are You Jap?!/藤沼伸一」（2002年）※「ありがたや節/柴山俊之」で1曲参加
9. 「THE COVER/コンピレーションアルバム」（2003年）
10. 「おれたちイジワルケイ 〜蒼〜/イジワルケイオールスターズ」（2005年6月22日）※CD&DVD 「天邪鬼 (featuring 柴山俊之)」で1曲参加
11. 「ROCK★STAR/イジワルケイオールスターズ」（2007年1月17日）※「Boogie Boy/柴山俊之」で1曲参加
12. ｢ROCKN' ROLL MUSE」（2016年6月9日）

　13.  「 ANN LEWIS GREATEST HITS WITH COVERS」（2018年10月24日発売）※「薔薇の奇蹟]を Zi:LiE-YA でcover

## 書籍
1. 「なれずもの/中島らも」（2004年10月）- イースト・プレス ※対談集
2. 「菊の花道/YAMPO」（2005年6月9日）- 書肆侃侃房
3. 「博多とロック/MARU」（2006年12月10日）- 書肆侃侃房

## 映画
1. 「ひめごころ」（1976年5月1日）-サンハウス-日活-
2. 「ちんちろまい」（2000年10月21日）-審査員B（ゲスト出演）- ソニー・ピクチャーズエンタテインメント
3. 「BIG RETURNS」（2010年11月6日）-Zi:LiE-YA、インタビュー - ATMK オフィシャルサイト